# 月世界探険
『月世界探険』は、ベルギーの漫画家エルジェによる漫画シリーズ『タンタンの冒険』の第17巻である。 本作は1952年10月から同年12月までベルギーの雑誌『タンタン』に毎週連載され、その後1954年にカステルマン社から単行本化されて出版された。 物語は前巻『めざすは月』（1953年）の続きであり、人類初の月への有人着陸ミッションに搭乗した少年ルポ記者タンタン、愛犬スノーウィ、友人のハドック船長、ビーカー教授、デュポンとデュボンの物語である。
エルジェの友人でベルナール・ユーヴェルマンスの提案によって部分的に開発された本作は、人間の宇宙旅行の可能性に関するエルジェの広範な研究に基づいて制作された。まだ達成されていない偉業を漫画家は作品をできるだけ現実的に表現することを目指していた。 エルジェは『タンタンの冒険』を『ビーカー教授事件』で継続し、そのシリーズ自体はフランス・ベルギーの漫画の伝統を位置づけるする一部となった。 批評家たちはこの本の描写の詳細を高く評価しているが、物語については意見が分かれている。シリーズの中で最も感情に訴える作品の一つだと考える批評家もいるが、一方では、物語の科学的な焦点を優先するあまり、これまでの物語（燃える水の国以前）で見られたユーモアが減らされていると批判する批評家もいる。 この物語は、1957年のベルビジョンのアニメシリーズ『タンタンの冒険』 、1989年のコンピュータゲーム『タンタンの月世界』 、1991年のエリプス/ネルバナのアニメシリーズ『タンタンの冒険』 、および1992年から1993年にかけてBBCラジオ5でドラマ化された『タンタンの冒険』のモデルとなった。